# Santuario de San Dionisio (Higüey)
El Santuario de San Dionisio es un antiguo templo católico que funcionó como catedral de la actual diócesis de Nuestra Señora de la Altagracia en Higüey. Es el primer santuario mariano del continente americano, ubicado en Higüey, República Dominicana.
Fundado en el siglo XVI, el santuario es célebre por haber albergado hasta el siglo XX la venerada imagen de Nuestra Señora de la Altagracia, protectora de la República Dominicana. En 1959, ostentó el estatus de catedral de la diócesis de Higüey por medio de la bula Sollemne est Nobis del papa Juan XXIII hasta 1973, cuando el papa Pablo VI por mandato apostólico trasladó este estatus a la Basílica de Nuestra Señora de la Altagracia, despojando al Santuario de San Dionisio de la custodia de la imagen de la Virgen de la Altagracia.

## Historia

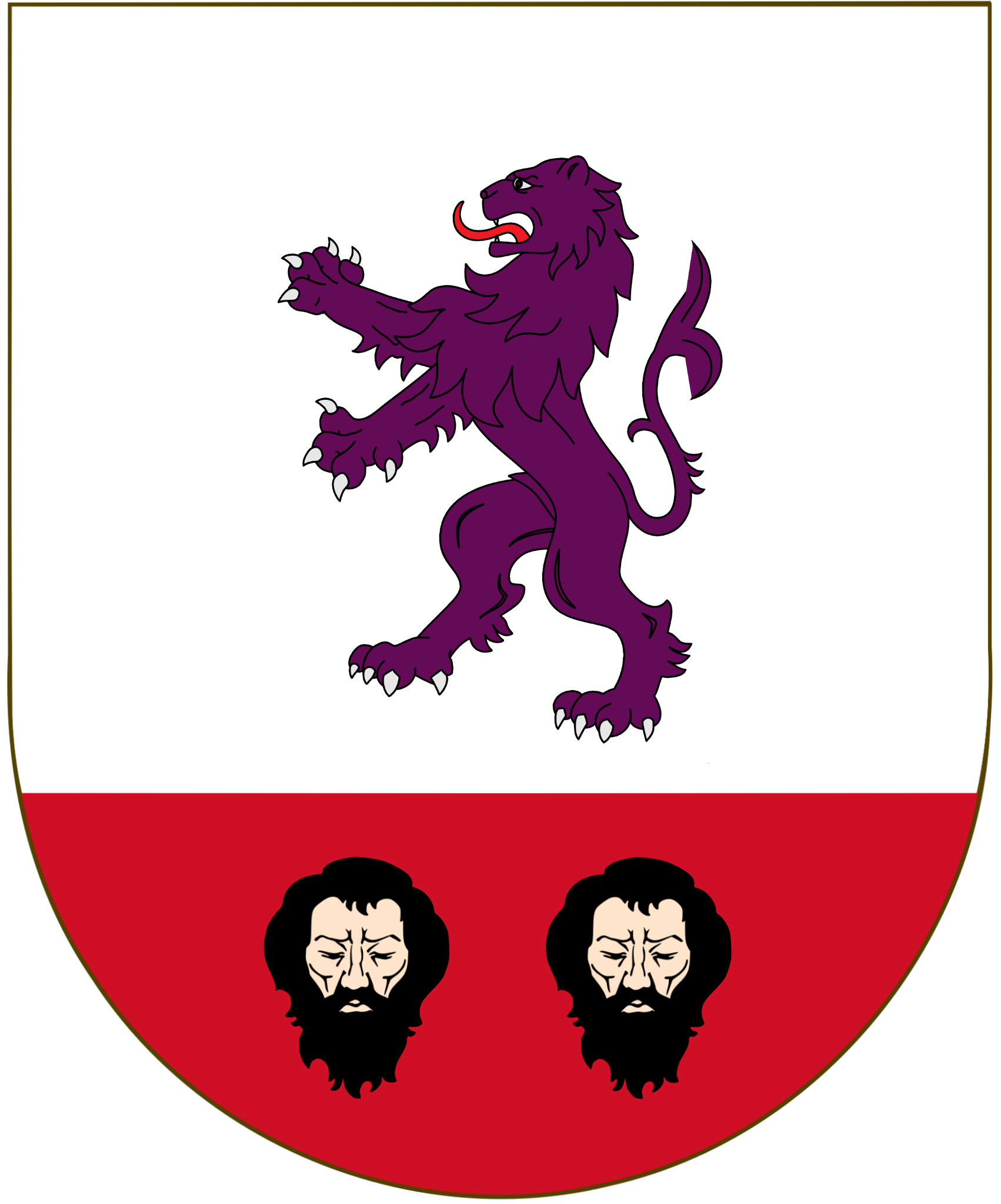
Escudo de la villa de Higüey concedido por Juana I de Castilla bajo la regencia de Fernando el Católico el 7 de diciembre de 1508.

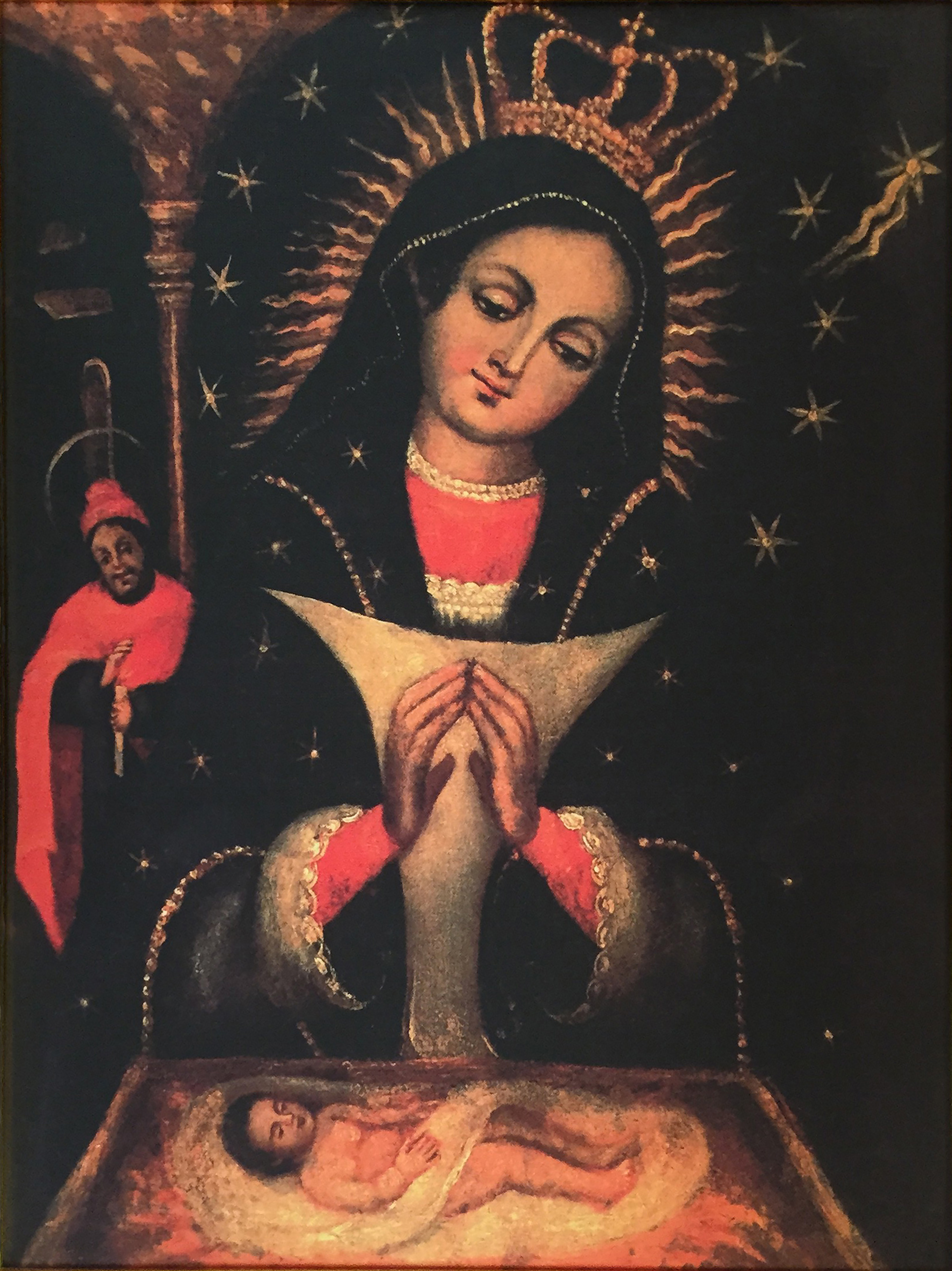
Nuestra Señora de la Altagracia.

La fundación de la villa de Salvaleón de Higüey por Juan de Esquivel en 1505 se llevó a cabo bajo la dirección de Nicolás de Ovando, gobernador general del Reino de las Indias, como parte de su proyecto pacificador en la isla. En el acto de fundación se celebró una misa y se inició de inmediato la construcción de una iglesia. Esta primera iglesia, como muchas en la isla, fue edificada con materiales humildes, incluyendo madera y techo de caña. En septiembre de 1506, llegó a la villa el primer párroco, el presbítero Juan Mateos, quien proporcionó una guía espiritual constante a los habitantes. A partir de ese momento, la asistencia a la iglesia en días de fiesta y precepto se convirtió en un deber para todos los cristianos de la zona, incluidos los esclavos.
El 12 de mayo de 1512, fray Francisco García de Padilla, por entonces obispo de Santo Domingo, estableció formalmente la parroquia de Salvaleón de Higüey, junto con otras parroquias de la diócesis de Santo Domingo. Para el año 1533, la villa fue trasladada a su ubicación actual, estableciéndose entonces una pequeña ermita.
En 1569, Simón de Bolívar y Castro, originario de la villa de Higüey y tesorero del santuario, además de quinto abuelo del Libertador Simón Bolívar, presentó una solicitud ante la Real Audiencia de Santo Domingo para obtener ayuda en la construcción de la iglesia de la villa. En ese momento, el templo era un simple bohío de paja, y Simón de Bolívar aspiraba reemplazarlo por una estructura de mampostería. Así, en ese mismo año, dio inicio la construcción de la actual iglesia de San Dionisio, la cual fue consagrada en 1573.
En 1571, el arzobispo de Santo Domingo, fray Andrés de Carvajal, se dirigió al rey Felipe II de España mediante una carta al Consejo de Indias, donde destacó la extrema pobreza que afectaba al Santuario de Higüey.

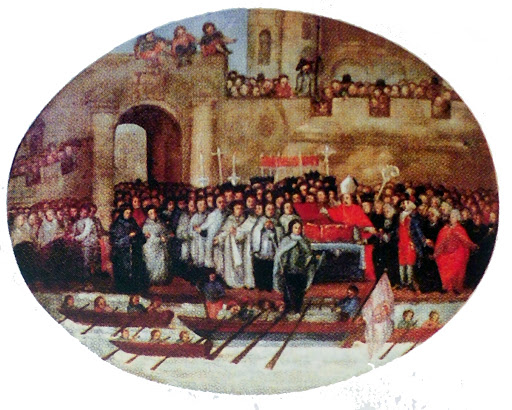
Medallón de los señores del cabildo de Santo Domingo hace referencia de un milagro ocurrido en Santo Domingo a orillas del río Ozama en el que el obispo y los presentes se dan cuenta de que la imagen de la Virgen de la Altagracia trasladada desde Higüey no se encontraba en la caja que debía contener su imagen. Con posterioridad se supo que la imagen otra vez estaba en Higüey. Obra de Diego José Hilaris.

En el interior de la iglesia reposaba la venerada imagen de la advocación mariana, conocida bajo el título de Nuestra Señora de la Altagracia. La devoción a la Virgen fue en aumento gracias a los numerosos milagros atribuidos a su intercesión, los cuales, para el año 1583, ya atraían fieles de toda la isla y más allá.
En 1650, Luis Gerónimo de Alcocer hizo mención de la gran cantidad de peregrinos que acudían en romería desde distintas partes de la isla y territorios cercanos, agradeciendo por los milagros recibidos. Estos fieles, en señal de gratitud, solían pintar en las paredes de la iglesia escenas de los milagros, además de realizar numerosas donaciones al santuario.
En una ocasión, frente a la amenaza de una posible invasión inglesa, el arzobispo ordenó al capellán del Santuario de Higüey ocultar la imagen de la Virgen en las montañas, dado que los ingleses eran protestantes iconoclastas. Era una costumbre entre los navíos españoles disparar una salva de artillería en honor a la Virgen de la Altagracia al pasar por la costa. Cuando no se efectuaba dicha muestra de respeto, se sospechaba que las naves eran piratas. Ante el inminente peligro que acechaba al santuario, se ordenó la construcción de dos fuertes en las desembocaduras de los ríos Quiabón y Yuma, cuyas ruinas aún se conservan.

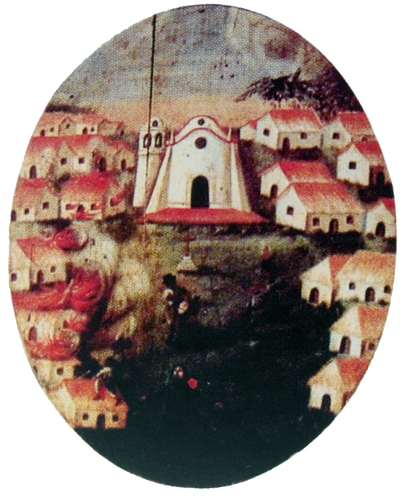
Santuario de San Dionisio. Obra de Diego José Hilaris

En el año 1682, el arzobispo Francisco de la Cueva y Maldonado llevó a cabo la restauración del Santuario de Higüey. Sin embargo, entre 1684 y 1686, dos terremotos causaron severos daños a la iglesia. La comunidad local y el gobierno español asumieron la responsabilidad de las reparaciones. A pesar de la pobreza de la época, los peregrinos continuaron llegando para cumplir sus promesas a la Virgen. El camino hacia Higüey se convirtió en una ruta de peregrinación, con cruces señalizando el trayecto y enramadas que servían de albergue a los caminantes.
La devoción hacia la Virgen de la Altagracia se vio aumentada por la victoria del Ejército Real de Santo Domingo en la batalla de Sabana Real de la Limonada, ocurrida el 21 de enero de 1691. En este enfrentamiento, las tropas provenientes de Higüey, que se encomendaron a la Virgen, salieron ilesas del combate contra las fuerzas francesas y sus esclavos. Este triunfo no solo consolidó la figura de la Virgen como protectora del pueblo dominicano, sino que también propició un cambio en la celebración del día de la Altagracia, que originalmente se conmemoraba el día de la Asunción de María. A partir de este momento, la festividad se trasladó al 21 de enero, aniversario de la batalla.

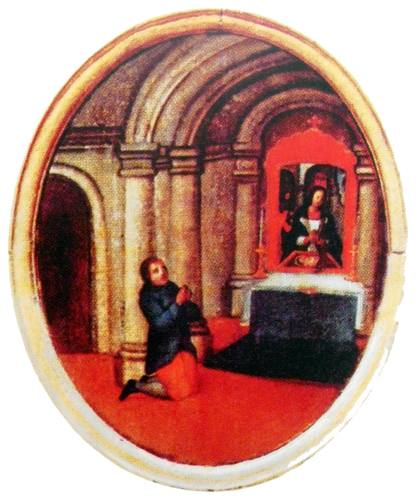
Hombre arrodillado ante la Virgen de la Altagracia dentro del Santuario. Obra de Diego José Hilaris

Desde el siglo XVI, el templo fue venerado como santuario de Nuestra Señora de la Altagracia, recibiendo primero el nombre de facto de Casa y Ermita de Nuestra Señora de Altagracia. A pesar de su creciente popularidad, el santuario carecía de un patrón oficial hasta que, el 11 de abril de 1694, se designó a San Dionisio de París como su santo patrón.
Con el tiempo, Higüey fue dejando de lado su denominación original de Salvaleón de Higüey para adoptar el nombre de San Dionisio de Higüey, aunque también era conocida popularmente como Altagracia, debido a la célebre y venerada imagen de la Virgen.
Con la llegada de familias canarias en el siglo XVII, la devoción religiosa en la región se revitalizó, promoviéndose la veneración de otras imágenes, como el Santo Cristo y la Virgen de las Mercedes. En este contexto, se fundó en la isla la Santa Hermandad, una institución encargada de velar por la seguridad de los peregrinos y la población en general. El santuario también ofrecía hospedaje para los peregrinos, con estructuras como el «bohío de la Virgen», que contaba con habitaciones para los visitantes, y otro bohío en la plaza de la iglesia, utilizado como «hospicio de romeros».
Durante el siglo XVIII, la iglesia de Higüey fue embellecida y adquirió un mayor valor patrimonial. Destacaba el retablo de Nuestra Señora de la Altagracia, decorado con oro, esmeraldas y perlas. En 1773, el templo fue dotado con el derecho de asilo eclesiástico, aunque lo perdió en 1814.

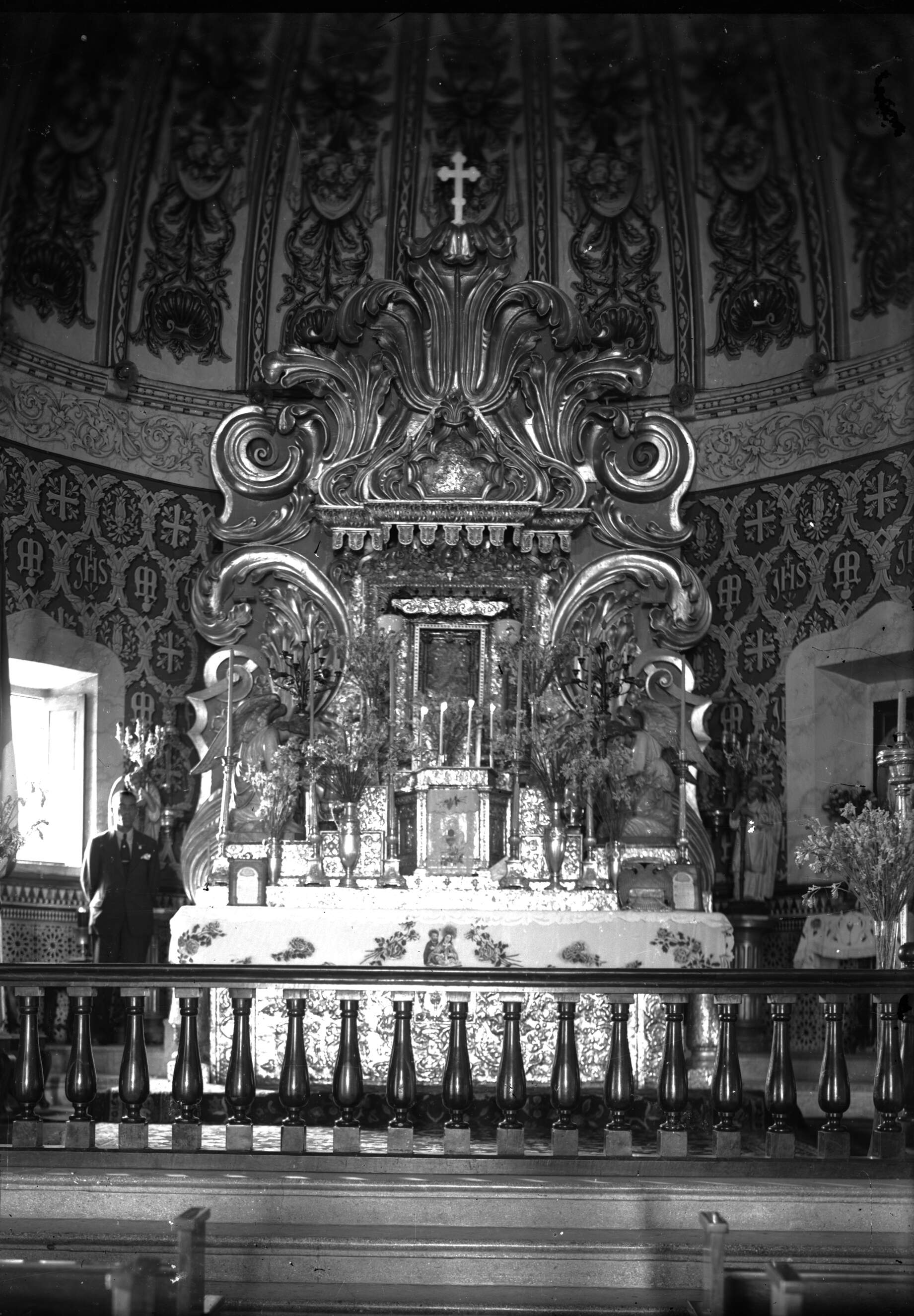
Altar, retablo y barandilla en el presbiterio del Santuario antes de la reforma del rito romano.

Durante la Guerra de la Reconquista, el 3 de noviembre de 1808, Juan Sánchez Ramírez y sus tropas se reunieron en el Santuario para oír misa en la víspera de la batalla de Palo Hincado. Tres años después, en 1811, se confeccionó un trono procesional para la imagen de la Virgen.
Posteriormente, un terremoto en 1842 dejó la iglesia en ruinas, pero, gracias al apoyo de la comunidad, fue reconstruida en 1876. Nuevos temblores en 1881 volvieron a dañarla, pero los fieles, con sus donaciones, facilitaron reparaciones inmediatas.
Durante el episcopado de Fernando Arturo de Meriño (1885-1906), se solicitó a la Santa Sede la concesión de un oficio divino y misa propia para el día de la Virgen de la Altagracia, suplicando que el 21 de enero se instituyera como fiesta de precepto en el país.
El auge de las cofradías en el siglo XIX convirtió la iglesia de Higüey en un centro de intensa actividad religiosa. Personajes influyentes realizaron importantes donaciones, como la del reloj público en 1896. A partir de 1915, se llevaron a cabo ampliaciones y embellecimientos del templo, destacando la construcción de capillas laterales y la decoración del interior.

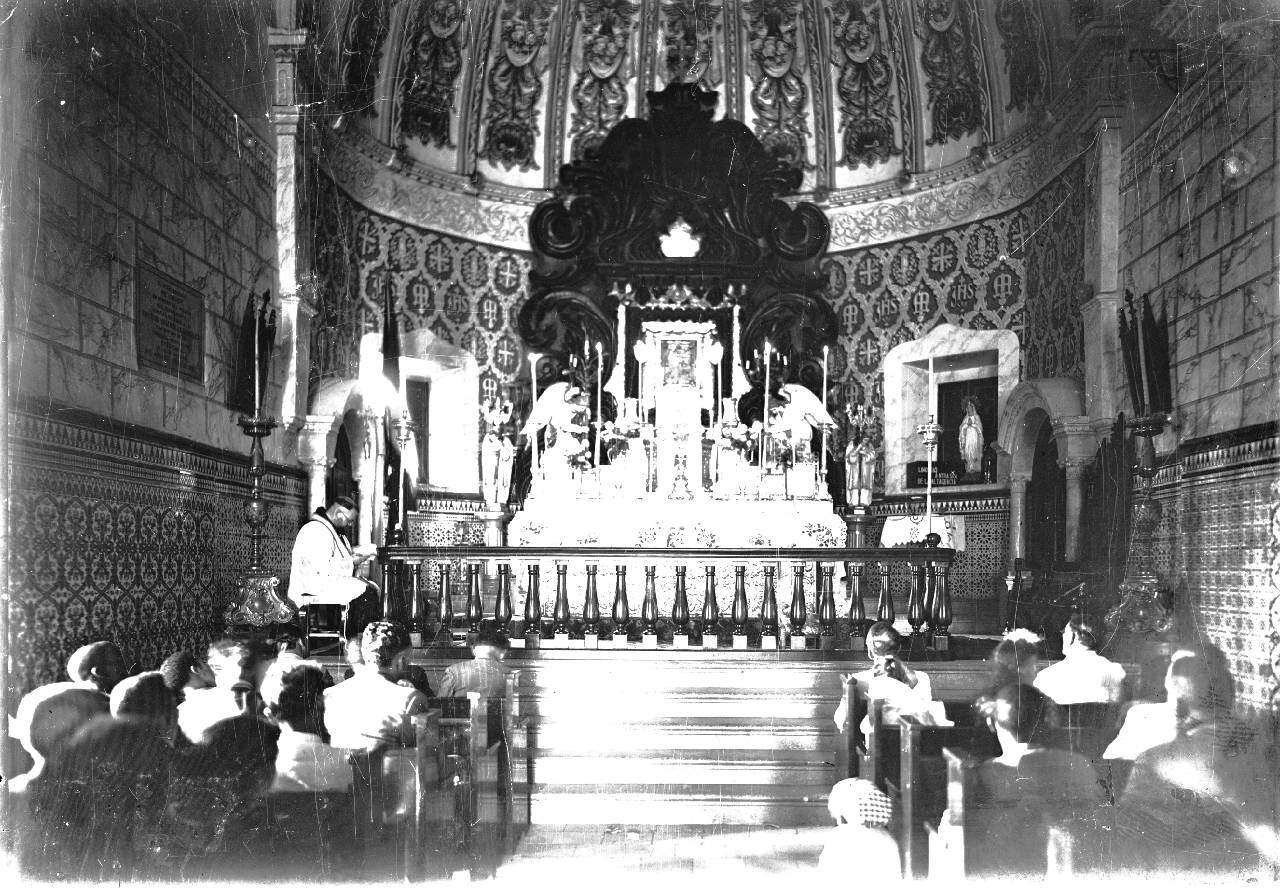
Misa en el Santuario antes de la reforma litúrgica.

La devoción a la Virgen de la Altagracia siguió creciendo. En 1920, el papa Benedicto XV autorizó su coronación canónica, y el 15 de agosto de 1922 se celebró un gran misa pontifical en la Catedral de Santo Domingo, culminando con la coronación de la Virgen en el Baluarte del Conde ante 50,000 fieles. Este evento consolidó a Nuestra Señora de la Altagracia como símbolo nacional y de resistencia contra la ocupación estadounidense. En 1924, el Congreso de la República Dominicana durante el gobierno de Horacio Vásquez, quien era devoto de la virgen, aprobó por ley la declaración oficial del 21 de enero como día no laborable, fiesta nacional y religiosa en todo el país. El 31 de octubre de 1927, el papa Pío XI declaró el 21 de enero, día de Nuestra Señora de la Altagracia, como día de precepto en toda la República Dominicana.
En 1941, la Academia Nacional de la Historia de Venezuela erigió una lápida en el Santuario de San Dionisio en homenaje a Simón de Bolívar y Castro. Esta iniciativa fue promovida por el historiador venezolano monseñor Nicolás E. Navarro, en el marco del Congreso Mariano, un evento eclesiástico de gran relevancia que contó con la participación de destacados prelados venezolanos.

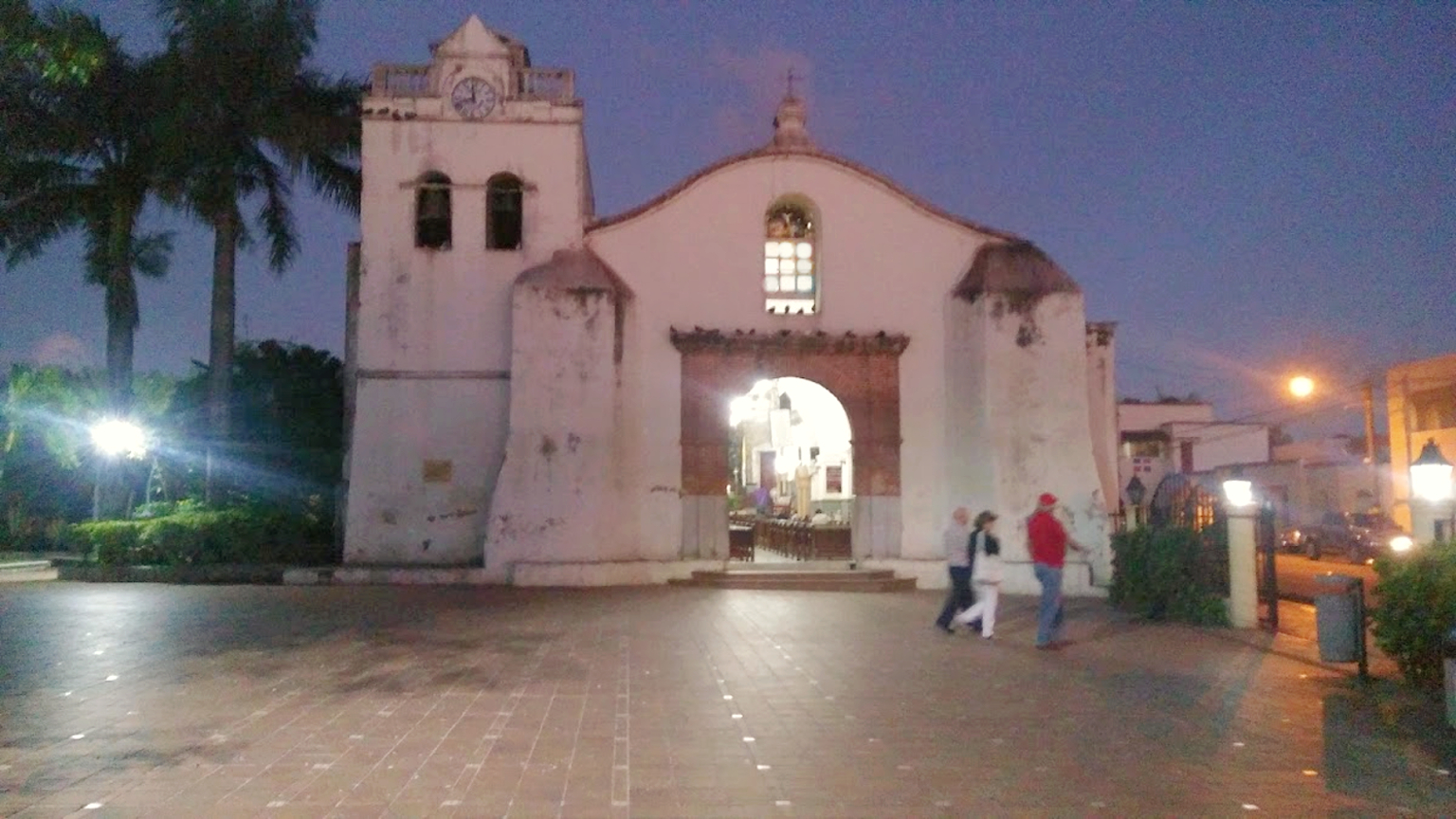

En 1943, el arzobispo Ricardo Pittini sugirió al presidente Rafael Leónidas Trujillo que la imagen de la Virgen de la Altagracia fuera colocada en todas las escuelas elementales del país.

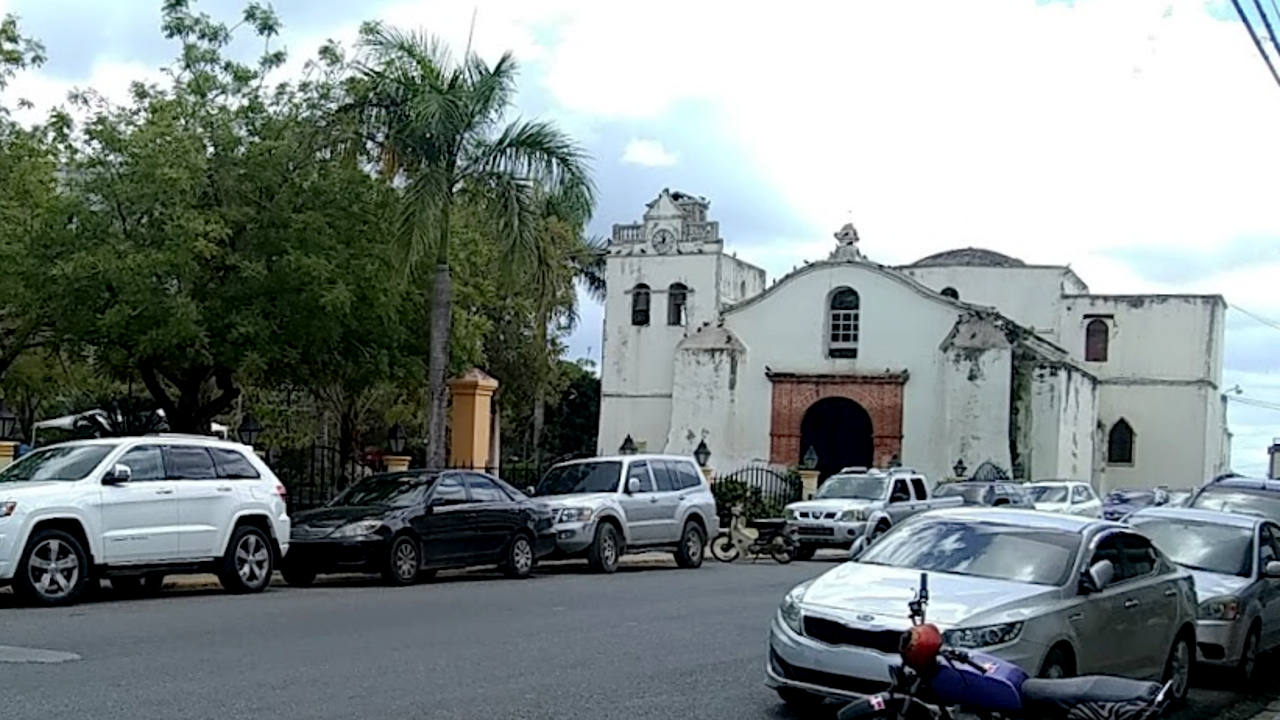

En 1952, comenzó la construcción de la actual basílica dedicada a la Virgen de la Altagracia. En 1954, fue proclamada Protectora de la República Dominicana, y en 1959, el papa san Juan XXIII creó la diócesis de Higüey, designando provisionalmente al Santuario de San Dionisio como catedral y sede del obispo Juan Félix Pepén y Solimán. En 1970, la iglesia fue declarada Monumento Nacional y elevada a la categoría de basílica menor por el papa san Pablo VI. Posteriormente, el 15 de agosto de 1973, la imagen de la Virgen fue trasladada desde el Santuario de San Dionisio a la nueva basílica y catedral.
El 25 de marzo de 2022, el presidente Luis Abinader inauguró el restaurado Santuario de San Dionisio. La obra, que requirió una inversión de 180 millones de pesos, fue ejecutada por el Ministerio de la Vivienda y Edificaciones, dirigido por Carlos Bonilla Sánchez. Este ministerio fue el encargado de llevar a cabo la entrega formal del templo al obispo de Nuestra Señora de la Altagracia en Higüey, Jesús Castro Marte.